# 自然の森総合公園サッカー場

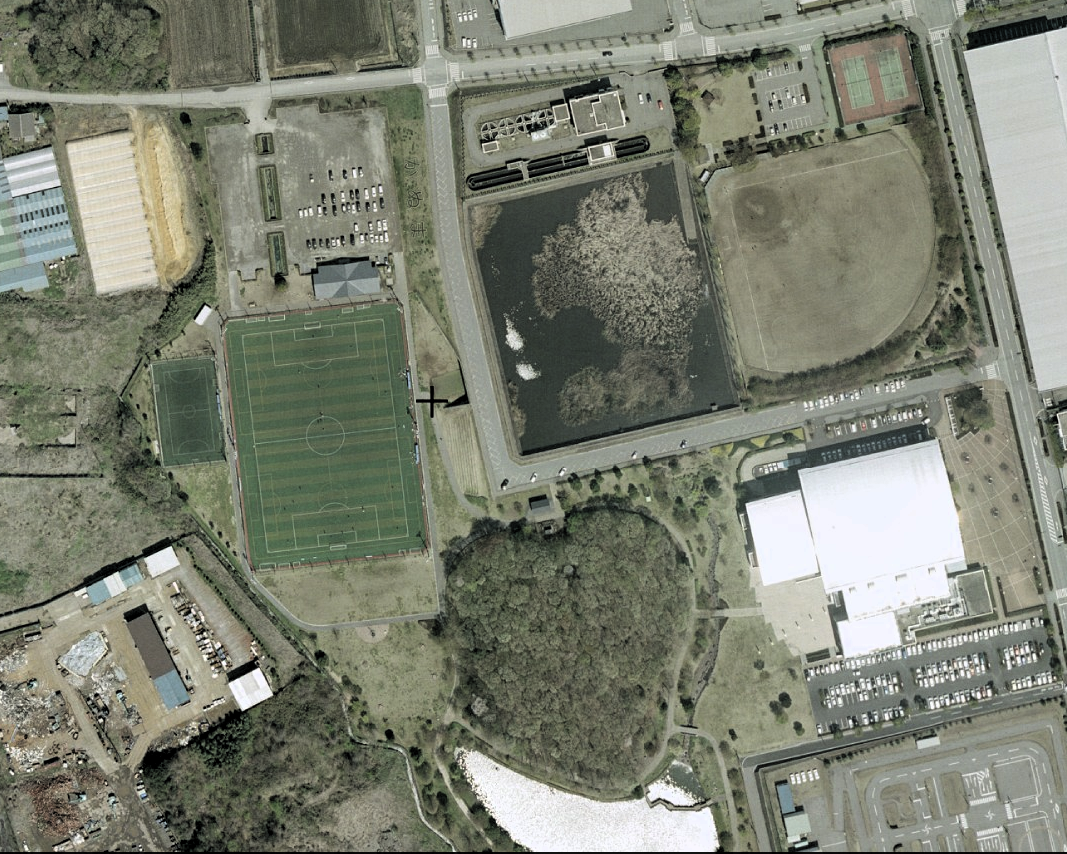
自然の森総合公園サッカー場

自然の森総合公園サッカー場（しぜんのもりそうごうこうえんサッカーじょう）は、鹿沼市が運営しているサッカー専用グラウンドで、自然の森総合公園内に立地している。
栃木SC宇都宮フィールド（宇都宮市サッカー場）が改修されるまで、J2栃木SCが練習場として使用していた。このサッカー場が完成するまで、同クラブには固定の練習場もクラブハウスもなかったが、当サッカー場の開場により、その2つをクラブ史上初めて手に入れることになった（ただし、クラブハウスはあくまで鹿沼市所有のもので、栃木SC専用というわけではなかった）。フィールドは人工芝で、天皇杯の栃木県予選などが行われている。

## 仕様
- 収容人数 - 900人（全席芝生席）
- 照明 - 200ルクス

## 名称
ネーミングライツにより、2022年(令和4年)11月13日から2026年3月31日の間「サンエコ自然の森サッカー場」となる。

## 設備
開場当初はスタンドはなかったが、その後、バックスタンドが建設された。このバックスタンドは、メイン側から見て右半分のみに設置されており、左側半分はキックターゲット用の壁になっている。芝生席であるものの、木の板で段状になっている。
ピッチの人工芝にはフルコートのサッカーのラインと、少年用2面のラインがペイントされている。

## 交通
- 東武楡木駅より車で15分

## その他
自然の森総合公園内には、他に軟式専用の野球場や、フットサル場などがあり、フットサル場はサッカー場のウォームアップスペースとして使用されることも多い。